# Amatitlán (Guatemala)
Amatitlán ist eine rund 100.000 Einwohner zählende Stadt in Guatemala und Verwaltungssitz des gleichnamigen Municipios im Departamento Guatemala. Die Stadt liegt am westlichen Ende des Amatitlán-Sees und 27 km südlich von Guatemala-Stadt an der Autobahn CA 9 nach Puerto San José.
Wie im Fall des benachbarten Villa Nueva handelt es sich bei Amatitlán um eine Trabantenstadt von Guatemala-Stadt. Die erwerbstätige Bevölkerung pendelt größtenteils in die Hauptstadt oder arbeitet in den zahlreichen Industriebetrieben, die sich entlang der Autobahn CA 9 angesiedelt haben. Amatitlán liegt in der größten Freihandelszone Guatemalas und verfügt über zahlreiche Textilbetriebe (Maquilas). Ormat Technologies betreibt bei Amatitlán ein 28 Megawatt-Geothermiekraftwerk. Die Stadt hat einen Bahnhof an der seit 2007 stillgelegten Bahnstrecke, die Puerto San José am Pazifik mit der Hauptstadt und Puerto Barrios am Atlantik verbindet.
Das 204 km² große Municipio erstreckt sich im bergigen, von etlichen Schluchten durchzogenen Südwesten des Departamentos Guatemala. Der Großteil der rund 125.000 Einwohner lebt in der Stadt Amatitlán, die übrigen 25.000 in 24 kleineren Ortschaften am oder südwestlich des Sees. Dank des Sees, einiger Naturschutzgebiete, des Vulkans Pacaya und des Autobahnanschlusses gewinnt der Tourismus an Bedeutung.
Angrenzende Municipios sind Villa Nueva im Norden, Petapa im Nordosten über eine Seegrenze, sowie Villa Canales im Osten und Süden. Im Südwesten grenzt Amatitlán an die beiden Municipios San Vicente Pacaja und Palín des Departamentos Escuintla, im Westen an Santa María de Jesús, Sacatepéquez.
Amatitlán entstand am 24. Juni 1549 als San Juan Amatitlán durch die Zusammenfassung fünf älterer Siedlungen. Am 20. März 1680 wurde der Ort zur Kleinstadt (“Villa”) erhoben, die wirklichen Stadtrechte folgten am 28. August 1835. Amatitlán wurde 1877 Hauptstadt des gleichnamigen Departamentos. Nach dessen Auflösung kam die Stadt mit dem Municipio 1935 zum Departamento Guatemala.